# Estación de Zúrich Aeropuerto
La estación de Zúrich Aeropuerto (en alemán: Bahnhof Zürich Flughafen) es una estación ferroviaria situada en la comuna suiza de Kloten, en el cantón de Zúrich. La estación da servicio al Aeropuerto Internacional de Zúrich.

## Historia y situación
La estación fue inaugurada en el año 1980, aunque los primeros estudios sobre la construcción de la misma comenzaron en 1971, al ampliarse el aeropuerto.
La estación es subterránea, consta de cuatro vías y dos andenes de 400 metros de longitud. Es servida por alrededor de unos 300 trenes cada día. A diferencia de otros aeropuertos europeos, no existen servicios específicos para acceder a él, existiendo trenes de largo recorrido, o de cercanías (S-Bahn Zúrich), aunque inicialmente estaba previsto únicamente la parada de trenes de larga distancia. 
En términos ferroviarios, la estación se sitúa en la línea Zúrich - Winterthur. Sus dependencias ferroviarias colaterales son la estación de Zúrich Oerlikon hacia Zúrich y la estación de Bassersdorf en dirección Winterthur.

## Servicios ferroviarios

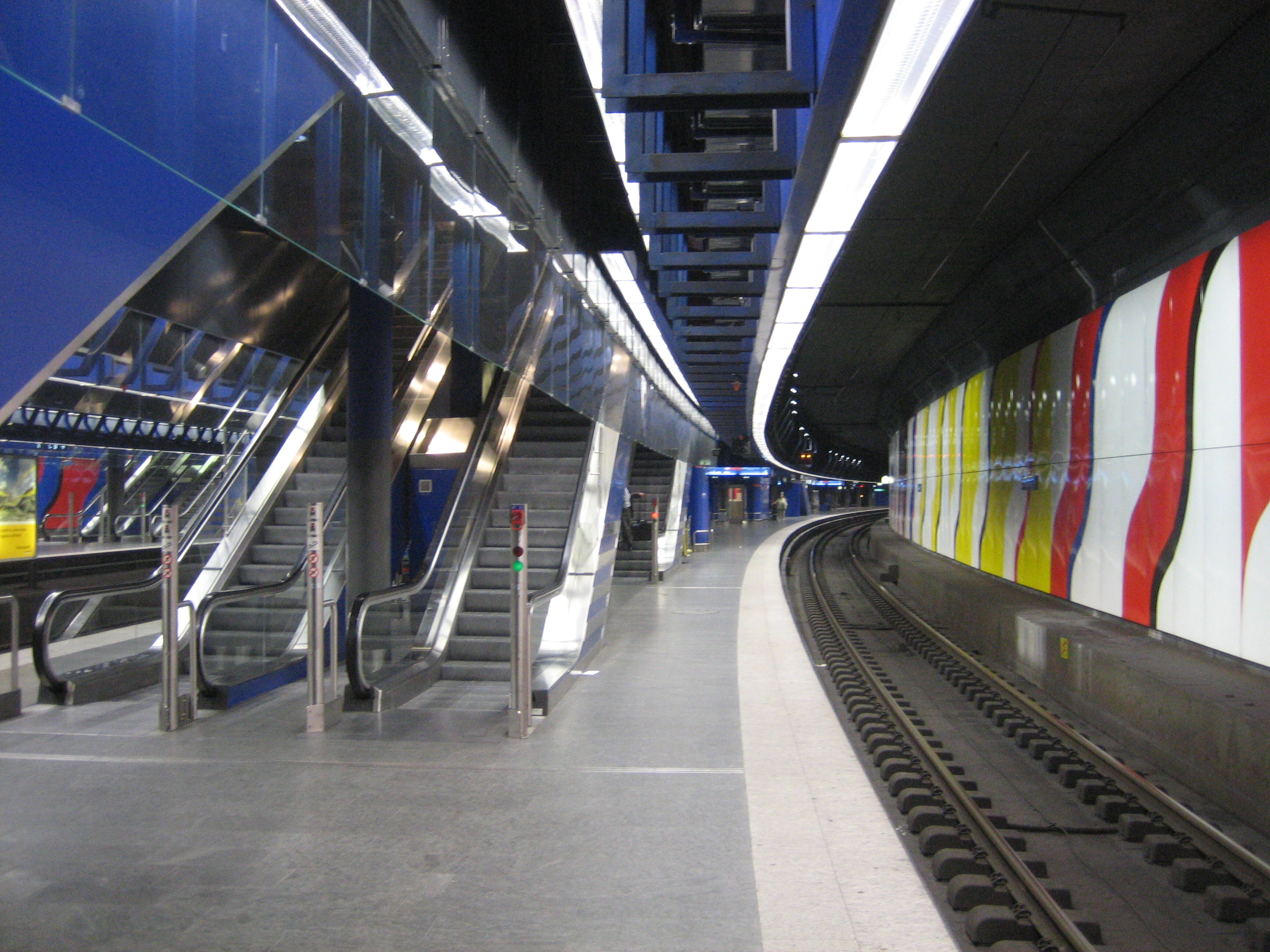
Andén 1 de la estación de Zúrich-Aeropuerto

Operados por SBB-CFF-FFS, en la estación paran diversos tipos de trenes a lo largo del día:

### Larga distancia
- EC Zúrich - Zúrich Aeropuerto - Winterthur - San Galo - St. Margrethen - Bregenz - Lindau - Memmingen - Buchloe - Múnich. Hay cuatro servicios diarios por sentido.
- ICN San Galo - Gossau - Wil - Winterthur - Zúrich Aeropuerto - Zúrich - Aarau - Olten - Soleura - Biel/Bienne - Neuchâtel - Yverdon-les-Bains - Lausana/Morges - Nyon - Ginebra-Cornavin - Ginebra-Aeropuerto. Servicios cada hora en cada sentido. Tanto a Ginebra-Cornavin y Ginebra-Aeropuerto como a Lausana, los trenes llegan cada dos horas, ya que aunque en el tramo común San Galo - Yverdon-les-Bains circulan cada hora, a partir de esta última, un tren circula a Lausana, y a la siguiente hora, en vez de continuar hacia Lausana, se dirige a Ginebra-Aeropuerto.
- IC San Galo - Gossau - Flawil - Uzwil - Wil - Winterthur - Zúrich Aeropuerto - Zúrich - Berna - Friburgo - Lausana - Ginebra-Cornavin - Ginebra-Aeropuerto. Servicios cada hora por cada dirección.
- IC Romanshorn - Amriswil - Sulgen - Weinfelden - Frauenfeld - Winterthur - Zúrich Aeropuerto - Zúrich - Berna - Thun - Spiez - Visp - Brig.
- IR Biel/Bienne - Grenchen Süd - Soleura - Oensingen - Olten - Zúrich - Zúrich Aeropuerto - Winterthur - Frauenfeld - Weinfelden - Kreuzlingen - Constanza. Trenes cada hora por dirección.

### S-Bahn Zúrich
A la estación llegan tres líneas de la red de cercanías S-Bahn Zúrich:
- S 2 Effretikon – Zúrich Aeropuerto – Zúrich HB – Pfäffikon SZ – Ziegelbrücke
- S 16 (Thayngen – Winterthur –) Zúrich Aeropuerto – Zúrich HB – Herrliberg-Feldmeilen (– Meilen)
- S 24 Thayngen – Schaffhausen/Weinfelden – Winterthur – Zúrich Flughafen – Zúrich HB – Thalwil – Horgen Oberdorf – Zug